# Privolni (Briujovétskaya, Krasnodar)
Privolni (del ruso: Привольный) es un jútor del raión de Briujovétskaya del krai de Krasnodar en el sur de Rusia. Está situado en la orilla derecha del río Beisug, 12 km al este de Briujovétskaya y 86 km al norte de Krasnodar, la capital del krai. Tenía 119 habitantes en 2010.
Pertenece al municipio rural Briujovétskoye.